# Nothing but Trouble (film 1918)
Nothing but Trouble è una comica muta del 1918 con Harold Lloyd.